# MacGyver/Staffel 7
Die siebte Staffel der US-amerikanischen Action-Fernsehserie MacGyver umfasst 14 Episoden und wurde in den Vereinigten Staaten 1991/92 erstausgestrahlt, in Deutschland 1992.

## Handlung
| Nr. (ges.) | Nr. (St.) | Deutscher Titel            | Originaltitel                | Erstausstrahlung USA | Deutschsprachige Erstausstrahlung (D) | Regie            | Drehbuch                                                  |
| --- | --------- | -------------------------- | ---------------------------- | -------------------- | ------------------------------------- | ---------------- | --------------------------------------------------------- |
| 126 | 1         | Agenten in der Karibik     | Honest Abe                   | 16. Sep. 1991        | 26. Nov. 1992                         | Michael Caffey   | Lincoln Kibbee                                            |
| MacGyvers Freund Abe Sherman arbeitet für die CIA und will den diktatorischen Präsidenten des karibischen Inselstaates San Rochelle verhaften. Um dorthin zu gelangen, stiehlt er auf US-Boden einen Hubschrauber mit geheimer Militärtechnologie. Unfreiwillig begleitet ihn MacGyver dorthin. US-Agenten verfolgen ihn, um ihn zu liquidieren. Nach der Ankunft von Abe und MacGyver erfährt der Präsident entgegen Abes Absicht, dass Abe für die CIA arbeitet. Deswegen will der Präsident die beiden und die anderen Agenten am Galgen exekutieren. MacGyver vereitelt das, indem er die Technik des Hubschraubers nutzt, und verhilft sich und Abe damit zur Flucht. |           |                            |                              |                      |                                       |                  |                                                           |
| 127 | 2         | Mörderische Absichten      | The ’Hood                    | 23. Sep. 1991        | 25. Nov. 1992                         | Mike Vejar       | Rick Mittleman                                            |
| MacGyvers neue Nachbarin Kelly hört bei ihrem Arbeitgeber, einem Geschäftsmann, zufällig eine Verabredung zum Mord mit an und wird deshalb von Killern gejagt und bald gefangen genommen. MacGyver findet mit der Hilfe seines Vermieters und der Voodoo-Priesterin Mama Lorraine Kelly wieder und befreit sie. Mit ihrer Hilfe verhindert MacGyver, dass der Killer den Mord ausführt. |           |                            |                              |                      |                                       |                  |                                                           |
| 128 | 3         | Aber die Leiche fehlte!    | Obsessed                     | 30. Sep. 1991        | 24. Nov. 1992                         | William Gereghty | John Sheppard                                             |
| Dem mittelamerikanischen Diktator Pablo Delasora wird in den USA der Prozess gemacht. Die Phoenix Foundation sorgt im Rahmen des Prozesses für die Sicherheit. Der totgeglaubte Killer Murdoc verursacht jedoch schwere Sicherheitspannen, um die Phoenix Foundation als Sicherheitsverantwortliche öffentlich zu diskreditieren. Dadurch veranlasst der Polizeichef Bob Stryke, dass Delarosa von einem anderen Unternehmen am Stadtrand bewacht wird. Jedoch verhilft der korrupte Stryke damit insgeheim Delarosa zur Freiheit und dazu, dass Delarosas politische Gegnerin, Regierungschefin Marietta Robles von Delarosa gefangen genommen wird. Murdoc arbeitet für Delarosa als General und wird, wegen Erfolglosigkeit beim Exekutieren des indes hinzugekommenen MacGyvers, durch Delarosa standrechtlich selbst zum Tode verurteilt. MacGyver kann eine Rakete zerstören, die zwecks Sturz von Robles’ Regierung in dem Land einschlagen soll. Schließlich kann MacGyver seine Ermordung durch Murdoc vereiteln, der dabei in einem explodierenden Auto einen Hang hinunterstürzt, aber dennoch überlebt. |           |                            |                              |                      |                                       |                  |                                                           |
| 129 | 4         | Der Feuerteufel            | The Prometheus Syndrome      | 7. Okt. 1991         | 1. Dez. 1992                          | William Gereghty | Robert Sherman                                            |
| Ein Brandstifter mit dem Namen Prometheus verursacht Großbrände, die er mit zeitgesteuerten Bomben auslöst. MacGyver assistiert der Brandaufklärungsstelle der Feuerwehr bei der Suche nach Prometheus. Bei dessen neuestem Brandanschlag stirbt Earl Stringer, Chef der Brandaufklärung, sodass seine Stellvertreterin Rachel Bradley seinen Platz einnimmt. MacGyver ermittelt, dass es dem Brandstifter um persönliche Rache an den Mitgliedern dieser Brandaufklärungsstelle bzw. Feuerwehr geht, weil diese seine Frau, die bei einem früheren Brand starb, angeblich nicht gerettet hätten. Schließlich kann MacGyver verhindern, dass Bradley und er durch eine weitere Brandbombe sterben, und mit ihr Prometheus überführen. |           |                            |                              |                      |                                       |                  |                                                           |
| 130 | 5         | Die Coltons                | The Coltons                  | 14. Okt. 1991        | 19. Nov. 1992                         | William Gereghty | Stephen Downing Idee: Michael Greenburg & Stephen Downing |
| Die Kopfgeldjäger und Colton-Brüder Jesse und Frank nehmen den Auftrag des Bezirksstaatsanwalts Denmark an, Loretta Fielding zu finden, die Augenzeugin des Dreifachmordes durch den chinesischen Drogensyndikatsleiter Chi. Sie ermitteln in Chinatown und erhalten dabei Hilfe von ihrem Bruder Billy, der auch Kopfgeldjäger werden will, und dem Familienhund Frog. Als Jesse und Frank die Zeugin gefunden und von Denmark genannten Adresse abgeliefert haben, werden sie durch das Drogensyndikat gefangen genommen, denn Denmark ist korrupt und arbeitet für Chi. Die Brüder überwältigen schließlich Denmark, Zhi und die anderen Kriminellen und befreien Fielding. |           |                            |                              |                      |                                       |                  |                                                           |
| 131 | 6         | Die Gärten des Todesbarons | Walking Dead                 | 21. Okt. 1991        | 30. Nov. 1992                         | Michael Preece   | Mark Rodgers                                              |
| MacGyver wird in seiner Nachbarschaft zufällig Zeuge der Entführung der Frau Cherine durch Angehörige der Miliz Tonton Macoute, eines früheren haitianischen Voodoo-Kultes, die an den Baron Samedi glauben. Cherine, eine Gegnerin des Kultes, wird im Inneren eines stillgelegten Staudamms gefangengehalten und so vergiftet, dass sie eine Untote wird und bald zu sterben droht. MacGyver und Mama Lorraine begeben sich dorthin, um sie zu befreien. Mama Lorraine arbeitet dort vorgeblich als indoktrinierte Priesterin und erreicht schließlich, dass Cherine zurück ins Leben kehrt. MacGyver, Lorraine und Cherine fliehen schließlich. |           |                            |                              |                      |                                       |                  |                                                           |
| 132 | 7         | Ritter MacGyver, Teil 1    | Good Knight MacGyver, Part 1 | 4. Nov. 1991         | 2. Dez. 1992                          | Mike Vejar       | John Considine                                            |
| Bei einem Ahnenforscher erfährt MacGyver, dass sich sein Stammbaum bis ins 17. Jahrhundert zurückverfolgen lässt, in dem er einen Vorfahren namens Ian MacGyver hat. Im 7. Jahrhundert gibt es einen Clan mit dem Nachnamen M’Yver, darunter auch Ian M’Yver. Sowohl Ian MacGyver als auch Ian M’Yver haben einen Sohn mit demselben Vornamen wie MacGyvers Vorname. Auf der Straße wird MacGyver beim Versuch, Personen vor einem herabstürzenden Gegenstand zu retten, selbst schwer am Kopf getroffen, sodass er bewusstlos wird. Er träumt von sich als MacGyver im 7. Jahrhundert in Camelot, wo König Artur, der Pete sehr ähnelt, als Herr der Tafelrunde regiert. MacGyver verhindert mit einem Gegenmittel, dass Artur durch eine Vergiftung stirbt. Anschließend beweist er, unter anderem per Durchführung einer Elektrophorese, dass nicht der Alchemist und Zauberer Merlin der Attentäter ist, sondern der Ritter Duncan. Dieser handelte im Auftrag von Arturs boshafter Stiefschwester Königin Morgana, die die Frau Cecilia bei sich gefangenhält. Weil Cecilias Gatte, Sir Galahad, verletzungsbedingt für die Befreiungsaktion ausfällt, wird MacGyver von Artur zum Ritter geschlagen und dazu auserkoren, mit Merlin Cecilia zu befreien und Morganas neue, übermächtige Waffe zu zerstören. Zudem hofft MacGyver darauf, dort seinen Vorfahren Ian M’Yver zu finden, um den Vornamen von dessen Sohn und somit von sich selbst zu erfahren. Zusammen brechen sie nach Schottland auf. Unterwegs geraten sie in eine Falle Duncans, der von Morgana getötet wird. |           |                            |                              |                      |                                       |                  |                                                           |
| 133 | 8         | Ritter MacGyver, Teil 2    | Good Knight MacGyver, Part 2 | 11. Nov. 1991        | 3. Dez. 1992                          | Mike Vejar       | John Considine                                            |
| Nach der Überwindung einiger Hindernisse erreichen MacGyver und Merlin das Schloss von Morgana und entdecken dort, dass es sich bei Morganas übermächtiger Waffe um Schießpulver handelt. In der Nachbarzelle von Cecilias Zelle finden sie den sterbenden Ian M’Yver und mit dessen Hinweis eine codierte Mitteilung, aus der hervorgeht, dass dessen Sohn den Vornamen Angus hat. MacGyver kann sich und Cecilia und Merlin aus Morganas Gewalt befreien, indem er mit einem improvisierten Blitzableiter sowohl das Schloss ihrer Gefängniszelle als auch die Schießpulver-Vorräte sprengt. Nachdem MacGyver durch einen Kopfschuss Morganas zu Boden gesunken ist, erwacht er aus seinem Traum. |           |                            |                              |                      |                                       |                  |                                                           |
| 134 | 9         | Tödlicher Hass             | Deadly Silents               | 18. Nov. 1991        | 7. Dez. 1992                          | William Gereghty | Brad Radnitz                                              |
| Der frühere Stummfilmschauspieler Pinky Burnette hat verschollen geglaubte Filmrollen mit Auftritten von ihm wiedergefunden. Als er sie über MacGyver der Phoenix Foundation zur sicheren Aufbewahrung geben will, werden sie ihm von zwei Männern gestohlen. Der Diebstahl dient dazu, Pinky auf das Gelände von Pinkys Filmstudio zu locken und dort zu ermorden, weil Pinky einst den Vater eines der beiden Männer betrogen habe und, damit das Studio an diesen Vater vererbt wird. Die Männer stellen ihm und MacGyver mehrere Fallen, um Pinkys Tod wie einen Unfall aussehen zu lassen. MacGyver kann sich und Pinky durch seine Einfälle aus den Fallen befreien und schließlich die Kriminellen dingfest machen. |           |                            |                              |                      |                                       |                  |                                                           |
| 135 | 10        | Der letzte Boxkampf        | Split Decision               | 2. Dez. 1991         | 10. Dez. 1992                         | Michael Caffey   | David Rich                                                |
| MacGyver hilft dem ehemaligen Häftling Earl Dent bei der Resozialisierung, indem er ihm und seiner jugendlichen Tochter Ronnie, die bislang in einer Pflegefamilie lebte, bei sich ein Obdach gewährt. Außerdem lässt sich MacGyver durch ihn als Boxtrainer engagieren. Dent will in seinen früheren Beruf als Profiboxer zurückkehren, um Geld zu verdienen. MacGyver vermittelt in Auseinandersetzungen zwischen Vater und Tochter. Earl wird von seinem früheren Manager aus finanziellen Gründen dazu gezwungen, in der achten Runde absichtlich k.o. zu gehen. Zu dem Zweck entführt der Manager Ronnie. MacGyver schafft es rechtzeitig, Ronnie zu befreien, sodass Earl nicht k.o. geht. Earl entschließt sich, Catcher zu werden. |           |                            |                              |                      |                                       |                  |                                                           |
| 136 | 11        | Der Bandenkrieg            | Gunz ’n Boyz                 | 16. Dez. 1991        | 14. Dez. 1992                         | William Gereghty | Art Washington                                            |
| In der Stadt gibt es einen Krieg zwischen bewaffneten, dealenden Jugendbanden. Der Waffenlieferant, dessen Kosename Kanonenmann ist, von einer der beiden Banden ermordet ein Gangmitglied und hängt dem Jugendlichen Brian den Mord an. MacGyver spürt dem Kanonenmann nach, der als frustrierter Ex-Polizist der Kriminalität überdrüssig geworden ist und deshalb beide Banden in einen Hinterhalt lockt, wo er sie und MacGyver mit einem Wagen voller Dynamit töten will. MacGyver verhindert die Explosion des Wagens und überwältigt den Kanonenmann. Die Eltern der Jugendlichen verhindern, dass diese mit Waffen aufeinanderlosgehen. |           |                            |                              |                      |                                       |                  |                                                           |
| 137 | 12        | Kampf den Spekulanten      | Off the Wall                 | 30. Dez. 1991        | 15. Dez. 1992                         | Michael Preece   | Rick Mittleman                                            |
| Wohnungsmieterin Gloria Diaz erlebt die Zwangsräumung ihrer Wohnung mit, die der Hausbesitzer Kasanti veranlasst hat. Der Anwaltskanzlei, die Diaz vertritt und die Beweise gegen die Wohnungskündigung bzw. gegen Kasanti hat, werden die Beweise in Kasantis Auftrag gestohlen. MacGyver begibt sich mit Glorias Enkel Lobo auf die Suche nach den Beweisen. Dabei erwehren sie sich auch einigen Schlägern von Kasanti und verdächtigen zunächst den Investor Lawton. Nachdem Kasanti tot aufgefunden wurde und MacGyver in der Bauaufsicht ermittelt hat, erkennt er, dass der Bauaufsichtsleiter korrupt ist, für Kasanti die Drecksarbeit erledigte und die Beweise verschwinden ließ. Schließlich kann MacGyver den Bauaufsichtsleiter überführen. |           |                            |                              |                      |                                       |                  |                                                           |
| 138 | 13        | Tod in China               | The Stringer                 | 25. Apr. 1992        | 17. Dez. 1992                         | William Gereghty | Brad Radnitz                                              |
| MacGyver erhält von dem chinesischen Untergrundkämpfer Tan Yee kurz vor dessen Ermordung ein aus China herausgeschmuggeltes Videoband als Beweis dafür, dass chinesische Studenten, die beim Tienanmen-Massaker verhaftet wurden, in einem chinesischen Arbeitslager gefangengehalten und misshandelt werden. Bei MacGyvers Flucht vor den China-treuen Chinesen erhält er unerwartete Hilfe von dem Journalisten Sean A. Malloy, kurz Sam, der sich als MacGyvers Sohn erweist und nun am Ende seiner Suche nach seinem Vater ist. Sam ging aus MacGyvers Beziehung mit einer Frau hervor, die vor zehn Jahren von dem Chinesen Chung vor Sams Augen exekutiert worden war. Chung ist nun derjenige Chinese, der in dem Arbeitslager produzierte Metallprodukte für den US-Markt verschiffen lässt und diese Geschäfte wegen des Videos gefährdet sieht. Chung lässt Yees Mitwisserin Mei Jan auf seinen Frachter entführen. MacGyver und Sam folgen dorthin und befreien sie. Schließlich gibt MacGyver seine Arbeit für die Phoenix Foundation auf und verreist mit Sam. |           |                            |                              |                      |                                       |                  |                                                           |
| 139 | 14        | Schweres Wasser            | The Mountain of Youth        | 21. Mai 1992         | 16. Dez. 1992                         | Mike Vejar       | John Sheppard                                             |
| Jack Dalton ist im Dritte-Welt-Land Kabulstan, um Wasserproben von der sog. Ewigen Quelle zu nehmen, deren Wasser lebensverlängernd wirkt. MacGyver folgt ihm und entdeckt mit ihm und einer Einheimischen, dass kabulstanische Soldaten das Wasser entgegen dem Willen der einheimischen Bevölkerung abzweigen. Die drei entdecken, dass die Kabulstanis in einer geheimen Anlage schweres Wasser herstellen, das für Atombomben nützlich ist. Nach kurzer Gefangenschaft entkommen sie mit einem Beweisvideo, das sie zur UNO bringen wollen. |           |                            |                              |                      |                                       |                  |                                                           |